# Michael Woodruff
Michael Francis Addison Woodruff (3 de abril de 1911 - 10 de março de 2001) foi um cirurgião e cientista inglês, reconhecido principalmente por suas pesquisas sobre transplantes de órgãos. Embora tenha nascido em Londres, Woodruff passou sua juventude na Austrália, onde se graduou em engenharia elétrica e medicina. Tendo completado seus estudos logo após a eclosão da Segunda Guerra Mundial, ele se juntou ao Corpo Médico do Exército Real Australiano, mas logo foi capturado pelos forças japonesas e encarcerado na prisão de Changi. Enquanto isso, ele inventou um método engenhoso de extrair nutrientes a partir de resíduos agrícolas para prevenir a desnutrição entre seus companheiros prisioneiros de guerra.
Ao término da guerra, Woodruff retornou à Inglaterra e iniciou uma longa carreira como cirurgião, misturando a prática clínica com o trabalho de pesquisa. Woodruff se dedicou principalmente ao estudo da rejeição ao transplante e da imunossupressão. Seu trabalho na área da biologia do transplante, permitiu que realizasse o primeiro transplante de rim no Reino Unido, em 30 de outubro de 1960. Por esta e outras contribuições científicas, Woodruff foi eleito Fellow da Royal Society em 1968 e nomeado Cavaleiro Celibatário no ano seguinte. Apesar de se aposentar do trabalho cirúrgico, em 1976, ele permaneceu uma figura ativa na comunidade científica, pesquisando sobre o câncer e servindo em conselhos de várias organizações médicas e científicas. Ele faleceu em 10 de março de 2001, aos 89 anos de idade.

## Início da vida
Michael Woodruff nasceu em 3 de abril de 1911 em Mill Hill, Londres, Inglaterra. Em 1913, seu pai, Harold Woodruff, professor de medicina veterinária no Royal Veterinary College, em Londres, levou a família para a Austrália para que ele pudesse assumir o cargo de Professor de Patologia Veterinária e Diretor do Instituto de Veterinária da Universidade de Melbourne, tornando-se mais tarde professor de Bacteriologia. A nova vida da família na Austrália foi interrompida pela Primeira Guerra Mundial, o que levou Harold se alistar nas forças armadas. Ele se tornou oficial do Exército Australiano do Corpo Veterinário e foi enviado para o Egito.
O restante da família Woodruff retornou à Londres, e os dois meninos moravam com a mãe e a avó paterna na residência desta última, em Finchley. No entanto, Michael e seu irmão voltaram para a Austrália em 1917 após a sua mãe, Margaret, morrer de septicemia estafilocócica. Os dois, então, passaram um curto período de tempo sob os cuidados de uma tia, antes de seu pai regressar em 1917.
Em 1919, Harold se casou novamente e sua nova mulher criou os filhos do primeiro casamento. Os dois meninos fizeram a sua escolarização precoce no Trinity Grammar School, em Melbourne. A partir de então ele passou toda a sua juventude na Austrália, exceto por um ano na Europa em 1924, quando seu pai gozou de uma licença sabática no Instituto Pasteur em Paris. Durante este tempo, Woodruff e seu irmão ingressaram no Queen’s College de Taunton, Somerset, na costa sul da Inglaterra. O diretor da escola, de forma preconceituosa, considerava os australianos como "colonos" que estavam "atrasados" e pôs Woodruff em uma série abaixo da que ele realmente deveria cursar. Ao retornar à Austrália, Woodruff participaram do privado Metodista Wesley College, onde ele gostava de matemática e remo.
Ele ganhou uma bolsa do governo para a Universidade de Melbourne e no Colégio Rainha, uma faculdade universidade residencial. Woodruff estudou engenharia elétrica e matemática, receber alguma instrução do influente físico Harrie Massey, em seguida, um tutor. Apesar do sucesso em engenharia, Woodruff decidiu que ele teria perspectivas fracas como engenheiro na Austrália por causa da Grande Depressão. Ele decidiu levar os estudos médicos no final de seu terceiro ano de estudo de graduação, mas seus pais queriam que ele terminasse a sua licenciatura em primeiro lugar. Apesar dos temores sobre sua capacidade para ter sucesso como um engenheiro, Woodruff colocado em primeiro lugar na sua classe de graduação com honras de primeira classe. Ele também completou dois anos do programa de matemática com honras de primeira classe.
Depois de se formar em 1933, ele entrou para o programa de Medicina da Universidade de Melbourne. Entre seus mestres estavam o professor de anatomia Frederic Wood Jones. Enquanto na Universidade, ele passou no exame primário para o Royal College of Surgeons em 1934, um dos quatro candidatos que participaram no exame em Melbourne naquele ano. Ele terminou o programa em 1937 e recebeu um MBBS com honras, assim como dois prêmios na cirurgia. Após a formatura, ele estudou medicina interna por mais um ano, e serviu como cirurgião no Royal Melbourne Hospital. Woodruff, em seguida, começou seu treinamento cirúrgico.

## Segunda Guerra Mundial
Com a eclosão da Segunda Guerra Mundial, Woodruff entrou para o Corpo Médico do Exército Australiano (Australian Army Medical Corps). Ele permaneceu em Melbourne até conseguir o título de Mestre em Cirurgia (Master of Surgery) em 1941. Naquela época, foi designado para o Tenth Australian Army General Hospital, na Malásia britânica, onde assumiu o posto de capitão do Corpo Médico. De acordo com Woodruff, sua estadia na Malásia foi tranquila e quase que sem trabalho para fazer, pois a guerra do Pacífico ainda não havia tomado grandes proporções. No entanto, após o ataque japonês a Pearl Harbor a situação mudou e ele foi enviado a um posto de cuidados de feridos de guerra onde trabalhou como anestesista, antes de ser transferido para o Hospital Geral de Singapura. A bem-sucedida ofensiva japonesa resultou na queda de Singapura e Woodruff foi preso, juntamente com milhares de outros australianos e britânicos.
Após ser capturado, Woodruff ficou detido na Prisão de Changi. Lá, percebeu que seus companheiros de prisão estavam em grande risco de adoecer por deficiências de vitaminas, devido à má qualidade das rações fornecidas pelos japoneses. Para tentar resolver o problema, Woodruff pediu permissão aos japoneses para que lhe fosse permitido assumir a responsabilidade do assunto, a qual foi concedido. Ele desenvolveu um método para a extração de nutrientes importantes a partir de capim, soja, farelo de arroz e resíduos agrícolas, utilizando máquinas antigas que ele encontrou no acampamento. Woodruff mais tarde publicou um relato de seus métodos através do Conselho de Pesquisa Médica intitulado "Doenças carências em campos de prisioneiros japoneses". Woodruff foi prisioneiro de guerra por três anos e meio e depois, durante este período, foi enviado para campos de prisioneiros de guerra periféricos para tratar seus companheiros. Como os prisioneiros não foram autorizados a ser transferidos, ele teve que improvisar em sua prática. Durante este tempo ele também leu o livro Maingot da cirurgia, como uma cópia estava no acampamento, e ele disse mais tarde que a leitura sobre o fato de que a pele aloenxertos foram rejeitadas duas semanas depois de ter sido inicialmente aceita, havia alimentado o seu interesse em fazer pesquisa sobre o tema.
No final da Segunda Guerra Mundial, Woodruff voltou para Melbourne para continuar seu treinamento cirúrgico. Durante seus estudos, serviu como adjunto cirúrgico para Albert Coates. Esta posição não era remunerada, então Woodruff aceitou a nomeação em um part-time professor de patologia para se sustentar. Em janeiro de 1946, Woodruff participou de uma reunião no Movimento Estudantil Cristão australiano, onde conheceu Ashby Hazel, um bacharel em ciências de Adelaide. Ela fez uma grande impressão sobre Woodruff, e ele se casou com ela cerca de seis meses depois. O casal foi parceiro de pesquisa para o resto de suas vidas.

## Início da carreira
Logo após seu casamento, Woodruff decidiu viajar para a Inglaterra, a fim de tomar a segunda metade do Exame FRCS. Woodruff assumiu sua nova mulher mais sem garantia de emprego, e recusou uma bolsa de dois anos viajando para Oxford University oferecido pela Cruz Vermelha Australiana, pois exigia que ele voltar para casa e trabalho. Antes de partir, ele pediu uma posição como tutor de Cirurgia na Universidade de Sheffield, e aprendeu rota que tinha aceite o seu pedido. Ele fez o exame FRCS em 1947 e passou, um resultado que, tendo em vista Woodruff, certamente não foi prejudicada pelo fato de que um de seus examinadores, o coronel Julian Taylor, tinha estado com ele na prisão de Changi.

### Sheffield
Depois de passar no seu exame, Woodruff entrou na posição em Sheffield, onde treinou em cirurgia de emergência e eletiva. Originalmente, ele tinha planejado fazer pesquisa cirúrgica, mas Sheffield não tinha espaço para ele em seu laboratório cirúrgico. Em vez disso, Woodruff foi dado um lugar no laboratório de patologia onde estudou a rejeição de transplantes, um processo no qual o sistema imune de um receptor de transplante ataca o tecido transplantado. Woodruff estava particularmente interessado em aloenxertos tireoides para a câmara anterior do olho, porque eles não aparecem para cumprir com a rejeição. O trabalho de Woodruff com os aloenxertos lhe deu uma base sólida para trabalhar na área de desenvolvimento de transplante e rejeição. Para aprofundar-se nestes temas, Woodruff marcou um encontro com Peter Medawar, um zoólogo eminente e importante pioneiro no estudo da rejeição. Os dois discutiram transplante e rejeição, iniciando um relacionamento profissional duradouro. Apesar de suas realizações em Sheffield, Woodruff foi rejeitado após a aplicação de um posto no Royal Melbourne Hospital.

### Aberdeen
Em 1948, logo após a aplicação para a posição em Melbourne, Woodruff passou de Sheffield para a Universidade de Aberdeen, onde foi dado um cargo de professor sênior, não tendo conhecido onde a cidade escocesa era antes. Em Aberdeen, Woodruff foi dado um melhor acesso ao laboratório sob orientação do professor Bill Wilson, e foi também atribuído um subsídio que permitiu que sua esposa a ser pago por seus serviços. Ele aproveitou este acesso e habilidades de sua esposa como assistente de laboratório para investigar enxertos in utero (enxertos de tecidos realizados enquanto o destinatário ainda estava no útero). No momento, a comunidade cirúrgica a hipótese de que se um destinatário foram dadas em útero enxertos, ele seria capaz de receber o tecido do dador mais tarde na vida, sem risco de rejeição. Experimentos Woodruff com ratos, no entanto, produziram resultados negativos. Woodruff também começou a trabalhar em soro antilinfócito de imunossupressão, com pouco sucesso inicial.
Enquanto em Aberdeen, Woodruff também visitou os Estados Unidos num Traveling Fellowship da Organização Mundial da Saúde (OMS). Durante a visita, ele conheceu muitos dos cirurgiões líderes norte-americanos, uma experiência que aumentou o seu próprio desejo de continuar seu trabalho e pesquisa. Depois de retornar da América, Woodruff experimentou os efeitos da cortisona e do impacto do sangue antígeno de rejeição. Como parte de seus estudos de antígenos no sangue, Woodruff encontrou dois voluntários de sangue com antígenos idênticos e dispostos para eles para trocar enxertos de pele. Quando os enxertos foram rejeitados, Woodruff determinou que a rejeição deve ser controlada por outros fatores. Em 1951, foi concedida a Woodruff uma cátedra Hunterian do Colégio Real de Cirurgiões da Inglaterra para a palestra O transplante de tecidos e seu homólogo cirúrgico aplicação.

### Dunedin
Em 1953, Woodruff mudou-se para Dunedin para assumir uma posição como presidente de Cirurgia da Universidade de Otago Dunedin School of Medicine, Nova Zelândia é só escola de medicina da época. Woodruff já havia falhado em suas aplicações para a posição correspondente no St Mary, em Londres e St Andrews University, em Edimburgo. Enquanto esteve em Dunedin, Woodruff realizou uma pesquisa sobre o uso de células brancas do sangue para aumentar a tolerância para aloenxertos em ratos. Esta linha de pesquisa se mostrou em grande parte bem-sucedida, mas alguns dos outros projetos Woodruff fez bem. Entre suas realizações mais importantes no período, Woodruff estabelecido um banco de pele congelada para tratamento de queimados. Como não havia cirurgião plástico na cidade, Woodruff acabou sendo responsável pelo tratamento de queimaduras. Ele também trabalhou no fenômeno conhecido como doença runt (doença do enxerto versus hospedeiro). Embora Woodruff tinha sido produtivo em quatro anos na Nova Zelândia, Dunedin tinha uma população de aproximadamente 100 000, de modo que não havia pessoas suficientes na região para fornecer uma escola de clínica médica, então ele começou a olhar para um compromisso em outra parte.

## Edimburgo
Em 1957, Woodruff foi nomeado para a cátedra de Ciência Cirúrgica da Universidade de Edimburgo, sem a necessidade de entrevista. Na universidade, ele dividiu seu tempo igualmente entre as suas responsabilidades clínicas e de ensino e sua pesquisa. Também foi autorizado a nomear dois pesquisadores assistentes que passou a tornar-se proeminente em seu próprio direito, Donald Michie e James Howard. Como uma parte importante de sua pesquisa, Woodruff serviu como diretor honorário de um Grupo de Pesquisa em Transplante estabelecido pelo Conselho de Pesquisa Médica.
As principais investigações do grupo de pesquisa eram sobre a causa da tolerância imunológica (aceitação do corpo de tecidos, em oposição a rejeição), anemia hemolítica auto-imune (especialmente em ratos), e respostas imunológicas a câncer em vários animais. No seu papel clínico, Woodruff começou um programa de cirurgia vascular e trabalhou com o uso de imunoterapia, como tratamento do câncer, bem como no tratamento da anemia hemolítica auto-imune. No entanto, suas mais importantes realizações clínicas foram em transplante renal.
Mais notavelmente, ele realizou o primeiro transplante renal da história do Reino Unido, na Enfermaria Real de Edimburgo. Woodruff estava esperando pelo paciente certo por algum tempo, na esperança de encontrar um paciente com um gêmeo idêntico para atuar como doador, já que isto reduziria significativamente o risco de rejeição. O paciente que Woodruff finalmente encontrou foi um homem de 49 anos de idade, sofrendo de insuficiência renal grave que recebeu um dos rins de seu irmão gêmeo idêntico em 30 de outubro de 1960. Ambos os gêmeos viveram um período adicional de seis anos antes de morrer de uma doença não relacionada. Woodruff pensava que ele tinha que ser vigilante com o seu primeiro transplante renal, como ele considerava a atitude da comunidade médica britânica para ser conservador para transplante. A partir de então até sua aposentadoria em 1976, ele realizou 127 transplantes de rim. Ainda em 1960, Woodruff publicou The Transplantation of Tissues and Organs, um levantamento abrangente da biologia do transplante e um dos sete livros que escreveu. Ele foi premiado com a Lister Medal em 1969 por suas contribuições à ciência cirúrgica. A Lister Oration correspondente, dada no Colégio Real de Cirurgiões da Inglaterra, foi entregue em 8 de abril de 1970, e foi intitulado Biological aspects of individuality ("Aspectos biológicos de individualidade", em tradução livre).
O sucesso do programa de transplante clínico de Woodruff foi reconhecido e valorizado graças ao financiamento da Fundação Nuffield para construir e abrir a Unidade de Cirurgia de Transplante Nuffield do Hospital Western General em Edimburgo. Em 1970, um surto de hepatite B atingiu a unidade de transplante, resultando na morte de vários pacientes e quatro dos empregados devido a insuficiência hepática fulminante Woodruff. Woodruff foi profundamente abalado pela perda e que a unidade foi fechada por um período enquanto uma investigação foi realizada para desenvolver um plano de contingência para evitar tal desastre no futuro. A unidade, em seguida, retomou as operações.
Woodruff aposentado da Universidade de Edimburgo em 1976 e juntou-se à Clínica MRC e Unidade de Citogenética da População. Ele passou os próximos dez anos lá, engajados na pesquisa do câncer, com ênfase em imunologia tumoral utilizando Corynebacterium parva. Durante esse tempo, Woodruff também publicou vinte e cinco artigos e dois livros. Depois de se aposentar de sua pesquisa sobre o câncer, Woodruff viveu tranquilamente com sua esposa em Edimburgo, viajando ocasionalmente, até sua morte lá em 10 de março de 2001, aos 89 anos de idade.

## Legado
As contribuições Woodruff à cirurgia foram importantes e de longa duração. Além de realizar o primeiro transplante renal no Reino Unido, ele desenvolveu um método de implantação de um ureter transplantado na bexiga durante transplantes que é usado ainda hoje. Além disso, ele estabeleceu uma grande e eficiente unidade de transplante em Edimburgo, que continua sendo uma das melhores do mundo. Apesar de ser mais conhecido por essas realizações clínicas, as contribuições Woodruff para o estudo da indução de rejeição e tolerância foram igualmente importantes. Entre essas contribuições, o trabalho de Woodruff com o soro anti-linfócito levou a sua ampla utilização para reduzir os sintomas de rejeição em transplantados até os dias atuais.
Estas contribuições importantes para a medicina e biologia foram homenageadas formalmente pela primeira vezem 1968, quando Woodruff foi eleito para ser Fellow da Royal Society. No ano seguinte, 1969, Woodruff foi nomeado cavaleiro pela rainha, um feito raro para um cirurgião. Além disso, inúmeras organizações médicas deram a Woodruff o título de membro honorário, incluindo o American College of Surgeons, a Associação Americana de Cirurgia, e o Royal College of Physicians de Edinburgh. Woodruff também ocupou o cargo em várias organizações científicas, servindo como vice-presidente da Royal Society e presidente da Sociedade de Transplante. Por fim, Woodruff serviu durante muitos anos como conselheiro da OMS e como professor visitante em várias universidades.
Apesar de sua profunda influência sobre o transplante e que Peter Morris chamado de "uma presença dominante em qualquer reunião", Woodruff não foi conhecido por sua habilidade como palestrante como ele tinha um estilo bastante incerto de apresentação e tinha a tendência de resmungar. No entanto, Morris disse que Woodruff tem "uma volta grande de frase e um senso de humor perverso em vez". Morris concluiu que "O que é surpreendente é que ele não foi bem-sucedida na produção de muitos cirurgiões em seu próprio molde, apesar da talento intelectual que estava entrando em cirurgia e transplante, especialmente na década de 1960. No entanto, sua influência no transplante em todos os níveis era enorme".

### Publicações
O impacto da obra de Woodruff também é evidente no seu grande volume de publicações. Além da autoria de mais de duzentos trabalhos acadêmicos, Woodruff escreveu sete livros durante sua carreira, abrangendo vários aspectos da medicina e da ciência cirúrgica.
- Deficiency Diseases in Japanese Prison Camps. M.R.C Special Report No. 274. H.M. Stationary Office, Londres 1951.
- Surgery for Dental Students. Blackwell, Oxford. (Fourth Ed., 1984 with H.E. Berry) 1954.
- The Transplantation of Tissues and Organs. Charles C. Thomas. Springfield, Illinois 1960.
- The One and the Many: Edwin Stevens Lectures for the Laity. Royal Society of Medicine, Londres 1970.
- On Science and Surgery. Edinburgh University Press, Edimburgo 1976.
- The Interaction of Cancer and Host: Its Therapeutic Significance. Grune Stratton, Nova Iorque 1980.
- Cellular Variation and Adaptation in Cancer: Biological Basis and Therapeutic Consequences. Oxford University Press 1990.